# Gastón Iungman
Gastón Iungman (Santa Fe, 9 de diciembre de 1972) es un músico, compositor y productor musical argentino nacido en la ciudad de Santa Fe, reconocido por ser uno de los fundadores el grupo de rock experimental Duchamp Pilot y uno de los fundadores de las compañías de teatro aéreo y artes visuales Puja! y Voalá, con las que ha realizado presentaciones en importantes festivales y otros eventos alrededor del mundo. Su espectáculo más destacado es Muaré, una mezcla entre detalladas coreografías aéreas y música rock que ha logrado repercusión internacional desde el año 2010.

## Carrera

### Inicios y Grupo Puja!
Iungman nació en la ciudad de Santa Fe, Argentina, en 1972. Desde su infancia se interesó por la guitarra, influenciado por bandas de rock clásico como The Who, Pink Floyd y The Kinks. Entre 1989 y 1997 se desempeñó como guitarrista y compositor tocando para varias bandas en su país.
En el año 2001, Iungman se convirtió en el productor y director musical del Grupo Puja!, una iniciativa de teatro experimental nacida en Argentina y radicada desde entonces en España, que realiza presentaciones en espacios urbanos usando diferentes disciplinas como el teatro, la danza y la música, haciendo énfasis en coreografías aéreas. El grupo, que ha presentado, entre otros, los shows K@osmos y Dodoland alrededor del mundo, ha ganado varios premios y reconocimientos a lo largo de su trayectoria, entre los que destacan el Primer Premio a la Excelencia en 1999 en Santa Fe, Argentina y el Premio del Público en la decimoquinta edición de la Feria de Tárrega en 2005 en Cataluña y en los festivales de Espartinas (2005), Loja (2006) y Torrejón de Ardoz (2008).
En 2006 creó la agrupación Beautiful Taste, con la que se presentó en importantes eventos como el Canadian Music Week en Toronto y el festival Pukkelpop en Bélgica. Con esta agrupación publicó el disco de estudio Of Our Cornea, grabado en el estudio Blind Records de Barcelona y masterizado en el estudio Fluid en Londres.

### Proyecto Voalá, Duchamp Pilot yMuaré

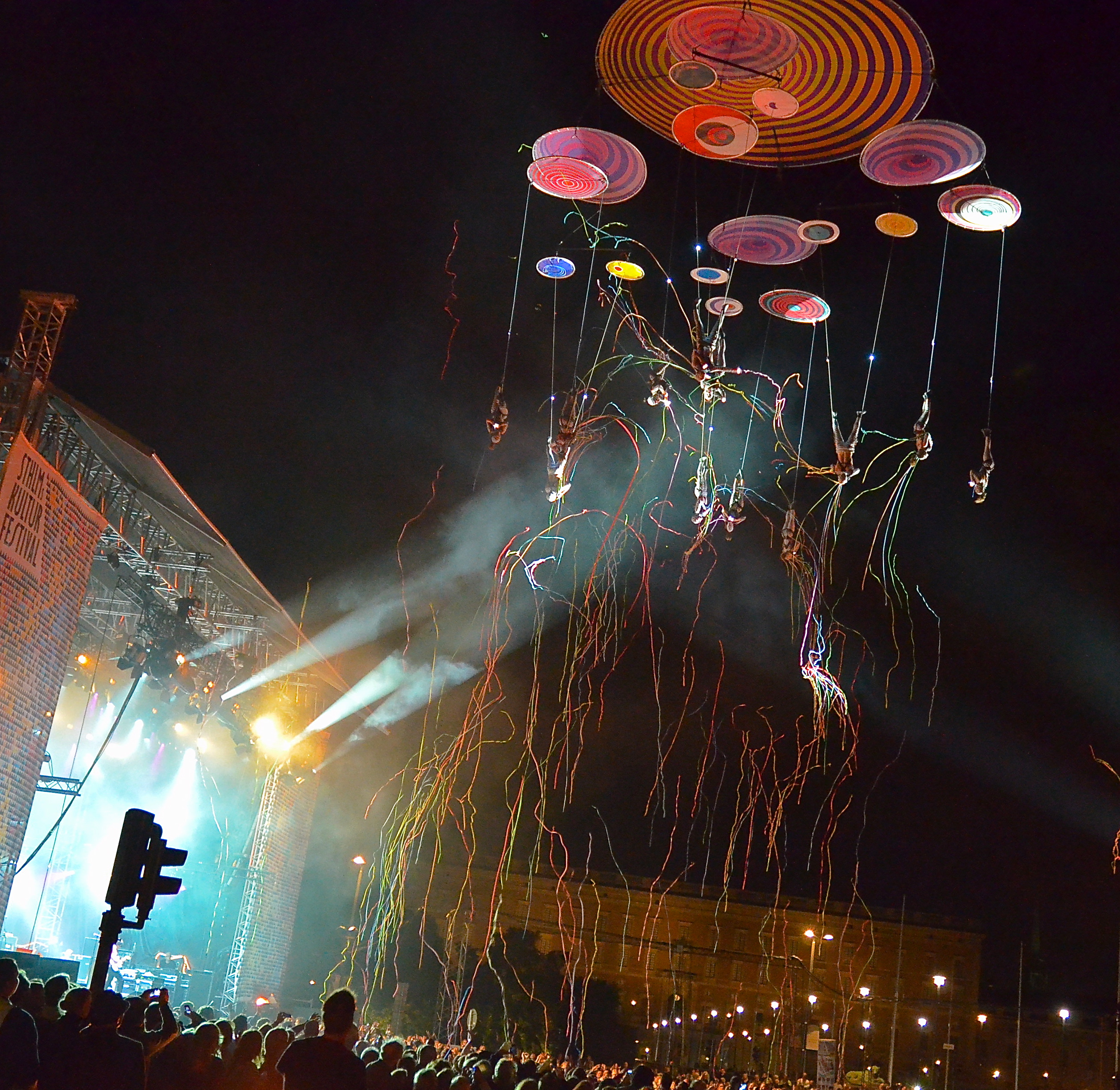
El espectáculo de Muaré en el Stockholms Kulturfestival, 2012.

Radicado definitivamente en Europa, Iungman, con la colaboración del artista plástico santafesino Roberto Strada, fundó en 2007 Voalá, un grupo que presenta espectáculos con coreografías aéreas acompañados por una banda que se encarga de brindar la experiencia musical. En 2010 produjo un espectáculo visual y musical llamado Muaré, inspirado en el artista plástico Marcel Duchamp y su rotorelief. El «efecto muaré» es un patrón de interferencia que ilustra un principio: dos pautas adecuadamente combinadas pueden generar una pauta diferente y aleatoria.
El show incorpora a un grupo de acróbatas que realizan figuras geométricas aleatorias en el aire, utilizando un sistema de anclajes que permite el desarrollo de la actividad artística con el cielo como escenario y la música rock de Duchamp Pilot. El proyecto reside en España y cuenta con bases operativas en Inglaterra y Argentina, además de un elenco de artistas de países como Brasil, Inglaterra, Escocia, Francia, Grecia, Argentina y España. El espectáculo se presentó en la noche de apertura de la vigésima edición de la Feria de Tárrega en Cataluña y participó en importantes eventos a nivel mundial desde su estreno.
La agrupación Duchamp Pilot se creó con el fin de acompañar al espectáculo y el nombre se inspira en la obra experimental del artista francés Marcel Duchamp.
En 2014 realizaron una presentación en la Casa de la Reina en Greenwich y participaron en una gran cantidad de eventos en Europa, Asia y América Latina, además de conmemorar el aniversario de la ciudad de Santa Fe, Argentina, en un concierto gratuito celebrado en la Costanera Oeste ante 60 mil espectadores. En 2015 la agrupación se encargó de realizar el show de apertura del popular programa de variedades argentino conducido por Marcelo Tinelli, Showmatch.
Otros escenarios y eventos visitados durante sus giras fueron el Festival Internacional de Teatro de Puebla, el Festival Internacional Cervantino, las Fiestas de la Merced en Barcelona, el Festival Internacional de las Artes de Singapur y las plazas de Cibeles y Salamanca, entre otros.
Tras exitosas presentaciones en Europa, Asia y México en 2017, un año después la agrupación realizó dos presentaciones en el marco del Festival Iberoamericano de Teatro de Bogotá, regresando tras su multitudinaria experiencia en 2015. También en 2018 presentaron el espectáculo Voalá Station en Inglaterra, Francia, Rumania, Polonia, México y Taiwán.
Iungman ha grabado algunas producciones discográficas con la banda Duchamp Pilot, en las que presenta una fusión de rock, pop, new wave y elementos psicodélicos. En 2015 publicó de manera independiente el sencillo «Erratic Rigor Mortis» y un año después su primer larga duración, Part of the Process. En 2018 fue publicado un nuevo sencillo de la banda, titulado «¿Hola, qué pasa?», con un vídeoclip grabado en la ciudad de Bogotá.

### Actualidad
Actualmente se encuentran en proceso de creación y consolidación dos nuevos espectáculos de la mano de Voalá: Sylphes, un ballet desarrollado completamente en el aire y una colaboración con la compañía de teatro española La Fura dels Baus, pionera del llamado «teatro de fricción».

## Espectáculos destacados
- 1999 - El puente que viene
- 1999 - Celebración en las alturas
- 2000 - Santa Fe sin limites
- 2000 - K@osmos
- 2004 - Esthesia
- 2007 - Voala Station
- 2009 - Dodoland
- 2010 - Muaré

## Músicos de Duchamp Pilot
- Gastón Iungman - guitarras
- Gaz Twist - voz
- Alan Ferguson - bajo
- Theo Cuevas - batería

## Discografía

### Con Beautiful Taste
| Año  | Título        | Discográfica         |
| ---- | ------------- | -------------------- |
| 2009 | Of Our Cornea | In This Area Records |

### Con Duchamp Pilot

#### Álbumes de estudio
| Año  | Título              | Discográfica  |
| ---- | ------------------- | ------------- |
| 2016 | Part of the Process | Independiente |

#### Sencillos
| Año  | Título                 | Discográfica  |
| ---- | ---------------------- | ------------- |
| 2015 | «Erratic Rigor Mortis» | Independiente |
| 2018 | «¿Hola, qué pasa?»     | Independiente |